# Limán

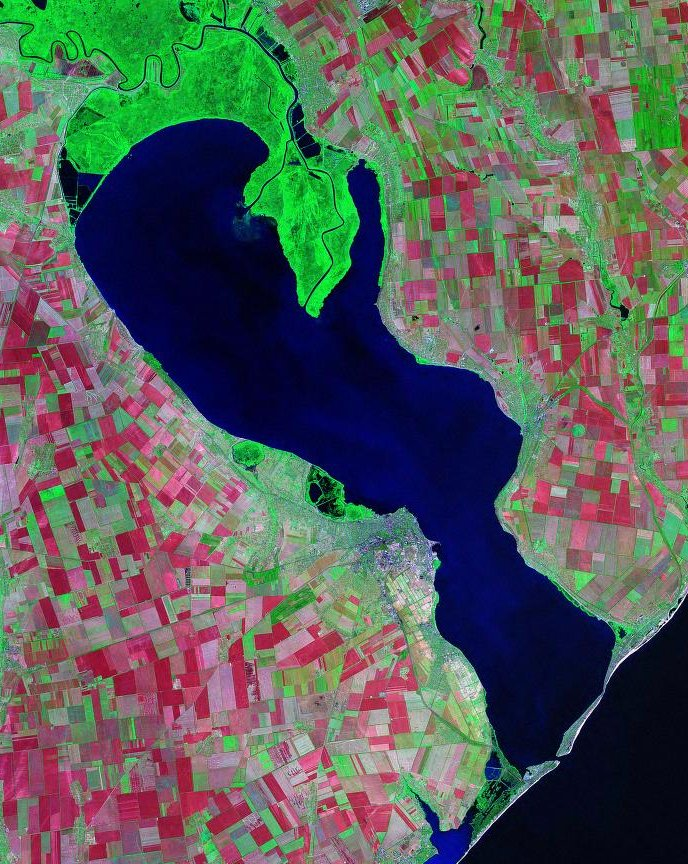
A Dnyeszter limánja

A limán a vízszint emelkedésével a folyók tengeri torkolatánál keletkezett öböl, amely főként a Fekete-tenger síkvidéki partjain alakult ki.

## Keletkezés
A limánok a tengerbe futó folyók torkolatvidékének elöntésekor keletkeznek. Az elöntés két módon jöhet létre:
- A tenger szintjének hirtelen megemelkedésével. A Würm-glaciális vége után a tengerek szintje világszerte emelkedett. A legnagyobb vízszintemelkedést a Fekete-tenger partvidéke szenvedte el. A Boszporusz létrejöttekor a Fekete-tenger helyét kitöltő hatalmas tó vízszintje napok alatt több méterrel nőhetett meg. A tóba a Kelet-Európai-síkság felől érkező folyók torkolatvidékébe a növekvő vízszint benyomult, kialakítva ezzel a szárazföld belsejébe nyúló limánok sokaságát.
- Limánok keletkezhetnek a partvidék gyors süllyedésével is. Ilyenkor a süllyedő partot a világtenger szintjének emelkedése nélkül önti el a víz.[1]

Napjainkra a fekete tengeri limánok tenger felőli bejáratát többnyire turzások zárják el, amelyekkel együtt a limán a Balti-tenger haffjaira emlékeztet. Ám a haffokkal ellentétben a limánokba minden esetben folyók torkollanak. További különbség, hogy egy haff a születését a turzások fejlődésének köszönheti, a limán azonban a tengerszint változásának.